# Mario Todeschini
Mario Todeschini (Verona, 5 settembre 1863 – 1937) è stato un politico, avvocato e giornalista italiano.
È stato deputato del Regno d'Italia nell'arco di sei legislature, tra il 1900 e il 1929. Fu inoltre direttore del giornale "Verona del Popolo".

## Biografia
Il suo nome è ricordato in quanto legato alla vicenda di Isolina Canuti, una donna di 19 anni il cui corpo fu ritrovato a Verona il 16 gennaio 1900, mancante degli arti e della testa. Fu proprio Todeschini ad animare l'interesse dell'opinione pubblica che, col passare del tempo e in mancanza di prove per gli indagati, dimenticò presto il caso. Il deputato promosse numerose interrogazioni parlamentari e scrisse articoli provocatori proprio sul "Verona del Popolo", accusando Carlo Trivulzio, amante di Isolina, il quale non ebbe altra scelta che querelare Todeschini, che con questa mossa era riuscito a suscitare ancora attenzione sul caso.
Il processo si concluse con la condanna per diffamazione per Todeschini a 23 mesi e 10 giorni, nonché alla multa di 1.458 lire. Il caso di Isolina rimase tuttavia irrisolto, e il colpevole non fu mai scoperto. Della vicenda ha scritto Dacia Maraini nel saggio romanzato Isolina.